# Juan III (papa)
Juan III (latín: Ioannes III; Roma, 519 o 520 - ibidem, 13 de julio de 574) fue el 61.er papa de la Iglesia católica, de 561 a 574.
Hijo de un noble romano llamado Anastasius quien tenía el título de "Illustris", su pontificado adolece de datos históricos ya que todos los registros de la época han desaparecido debido al desorden y destrucción que provocó la invasión lombarda.
En efecto, en 568, el pueblo germánico de los lombardos entró en la península italiana aprovechando que el general bizantino Narsés había sido reclamado a Constantinopla al no contar con la confianza del nuevo emperador Justino II. Al quedar la provincia bizantina que entonces era Italia al mando del ineficaz Longinos, los lombardos no tuvieron graves problemas para invadir la península.
Sí se sabe que restauró las catacumbas romanas  y que se enfrentó al cisma de Aquilea o de los Tres Capítulos que había surgido durante el pontificado de Vigilio y que había provocado la ruptura con las Iglesias de Milán, Rávena y el norte de África, logrando restablecer con ellas la unidad.
Asimismo celebró en la ciudad de Braga dos concilios en los que se condenó la doctrina priscilianista.
Juan III falleció el 13 de julio de 574, a los 54 años.